# Eriogonum hoffmannii
Eriogonum hoffmannii är en slideväxtart som beskrevs av S. G. Stokes. Eriogonum hoffmannii ingår i släktet Eriogonum och familjen slideväxter. Utöver nominatformen finns också underarten E. h. robustius.